# Friedrich Loew (Politiker)
Friedrich Loew (* 30. Januar 1809 in Dürrenberg; † 1881 in Magdeburg) war ein deutscher Lehrer und Abgeordneter.

## Leben
Loew studierte Philologie an der Universität Halle. Er war anschließend Hauslehrer in Kalbe an der Milde und Stendal, danach Lehrer am Seminar in Magdeburg und von 1848 bis 1880 Rektor der zweiten Bürgerschule ebenda. Er war Mitherausgeber der Flugblätter aus der deutschen Nationalversammlung in Frankfurt am Main.
Er war vom 18. Mai 1848 bis 20. Mai 1849 für den Wahlkreis der Provinz Sachsen Mitglied der Frankfurter Nationalversammlung in Neuhaldensleben in der Fraktion Casino, dann in Landsberg. Im Juni 1849 gehörte er dem Gothaer Nachparlament an.
Sein Bruder war der Paulskirchenabgeordnete Hermann Loew.